# Margaret Trudeau
Pour les articles homonymes, voir Trudeau.
Margaret Trudeau, née Margaret Joan Sinclair le 10 septembre 1948 à Vancouver (Colombie-Britannique), est une autrice, actrice et photographe canadienne, militante de la lutte pour la santé mentale, et la première épouse de 1971 à 1984 de Pierre Elliott Trudeau, premier ministre du Canada. Elle est également la mère de Justin Trudeau, premier ministre du Canada de 2015 à 2025. Durant son second mariage entre 1984 et 1999, elle s'appelle Margaret Kemper.

## Biographie
Margaret Joan Sinclair est la fille du ministre des Pêcheries James Sinclair et elle étudie à l'Université Simon Fraser.
À dix-huit ans, en voyage à Tahiti (Polynésie française), elle rencontre Pierre Elliott Trudeau, alors ministre de la Justice. De trente ans plus jeune que lui, elle étonne la nation en l'épousant le 4 mars 1971 à Vancouver Nord. Le mariage célébré en secret n'est révélé que quelques jours plus tard. Elle devient catholique, comme le souhaite son mari. Ses opinions progressistes et sa jeunesse vigoureuse plaisent aux jeunes gens de l'époque. 
Avec Trudeau, elle a trois fils : Justin, Alexandre (en) et Michel. Leur relation s'effondre lentement, Margaret a des relations extra-conjugales. Le couple se sépare en 1977. Le soir de l'élection canadienne de 1979, lorsque Trudeau est battu, elle danse dans un club à New York avec le rockeur Mick Jagger. Elle nie toute relation intime avec le chanteur, malgré la rumeur médiatique, dans son autobiographie Beyond Reason. Elle admet par contre ses liaisons  avec Ron Wood, Warren Beatty, Leonard Cohen, Ted Kennedy, puis Jack Nicholson, rencontré à Londres pendant le tournage de Shining. Trudeau et elle divorcent finalement en 1984.
Margaret Sinclair se remarie en avril 1984 avec l'entrepreneur en immobilier Fred Kemper, avec lequel elle a deux enfants. Loin du regard du public, elle continue à élever ses enfants, Kyle et Alicia. Elle est affligée par la mort de son fils Michel Trudeau dans une avalanche en 1998 au lac Kokanee en Colombie-Britannique. À la mort de Pierre Elliott Trudeau en 2000, elle est à son chevet avec leurs fils Justin et Alexandre (en).
De 2002 à 2017, elle est la présidente honoraire de WaterCan/Eau Vive (devenu WaterAid Canada en 2014), un organisme basé à Ottawa qui aide à développer les réserves d'eau dans les pays du tiers-monde. 
Arrêtée pour conduite en état d'ivresse, le 30 mai 2004, elle est innocentée par une juge qui invoque la Charte des droits et libertés de son ex-mari pour rejeter les accusations du ministère public. Bien que le taux d'alcool sanguin de Mme Kemper ait été de 0,107 %, soit supérieur à la limite légale, la juge Lise Maisonneuve de la Cour de l'Ontario souligne qu'elle n'a pas pu contacter son avocat et que sa détention est donc illégale. Ces violations de la charte par le policier ayant effectué l'arrestation compromettraient son droit à un procès juste selon la juge,. Souffrant de dépression bipolaire, Margaret reçoit le prix de la Fondation de santé mentale Royal Ottawa en mars 2007.

## Publications
- (en) Margaret Trudeau, Beyond Reason, Grosset et Dunlap, 1979, 256 p. (ISBN 978-0-448-23037-5)
- (en) Margaret Trudeau, Consequences, Bantam Books, 1982, 192 p. (ISBN 978-0-553-01712-0)